# Търговска къща на Олга Футекова
Сградата, известна като Търговска къща на Олга Футекова, е архитектурна забележителност в град София, България, семейна къща на Захарий Футеков и съпругата му Олга Силяновска.

## Местоположение
Намира на ъгъла на булевард „Дондуков“ № 53 и улица „Бенковски“.

## История
Къщата е построена за семейството на панагюреца Захарий Футеков – езиковед, преводач и издател, брат на Райна Княгина, и съпругата му Олга, по баща Силяновска, от видния род Силяновски, преселници от Крушево в Свободна България. В нея те живеят и отглеждат дъщеря си Наталия.
Семейството е живеело на втория етаж. Първоначално партерът и мецанинът са били използвани за професионалната дейност на собствениците, като книжарница за изданията на Футеков. Впоследствие първият етаж е бил даван под наем, имало е търговско представителство за продажба на автомобили.
След Деветосептемврийския преврат една част от къщата е отчуждена (1947). Прави се дострояване на сградата с ос по посока на линията на булевард „Дондуков“. След това партерът и мецанинът се използват за различни търговски нужди: фризьорски салон, шивашки работилници.

## Описание
Построена е на ъгъла на две улици и има два входа – от „Дондуков“ и от „Бенковски“. Състои се от сутерен, партер, мецанин, два етажа и таван. Конструкцията на сградата е масивни носещи стени. Подовата конструкция също е масивна – железен гредоред и пруски свод. Стълбищата до втория етаж са каменни, а нагоре – дървени.
Архитектурният стил е сецесион. Фасадата към булеварда е доминираща. Тя е била симетрична, но след добавянето на пристройка симетрията е изчезнала. Фасадите са решени вертикално чрез обединяване на прозорците към етажите, като всяко поле е разделено от пиластри. Отличителна е богатата пластична декорация на тимпаните на отворените фронтони.
Интериорът прави впечатление с мозайката на стълбището, парапета от ковано желязо, входните врати и порталите. Вторият етаж, където е живяло семейство Футекови, е с декорирани тавани с гипсова щукатура. В жилищните етажи са правени редица преустройства с  цел обособяване на две жилища със самостоятелни входове. Плановата схема на жилищния етаж е коридорна при двустранно застроен коридор. На всеки етаж има по осем стаи, кухня и сервизни помещения.
Сградата е обявена за паметник на културата под номер ДВ.40/1078т.от категория с местно значение.